# Троада в древнегреческой мифологии

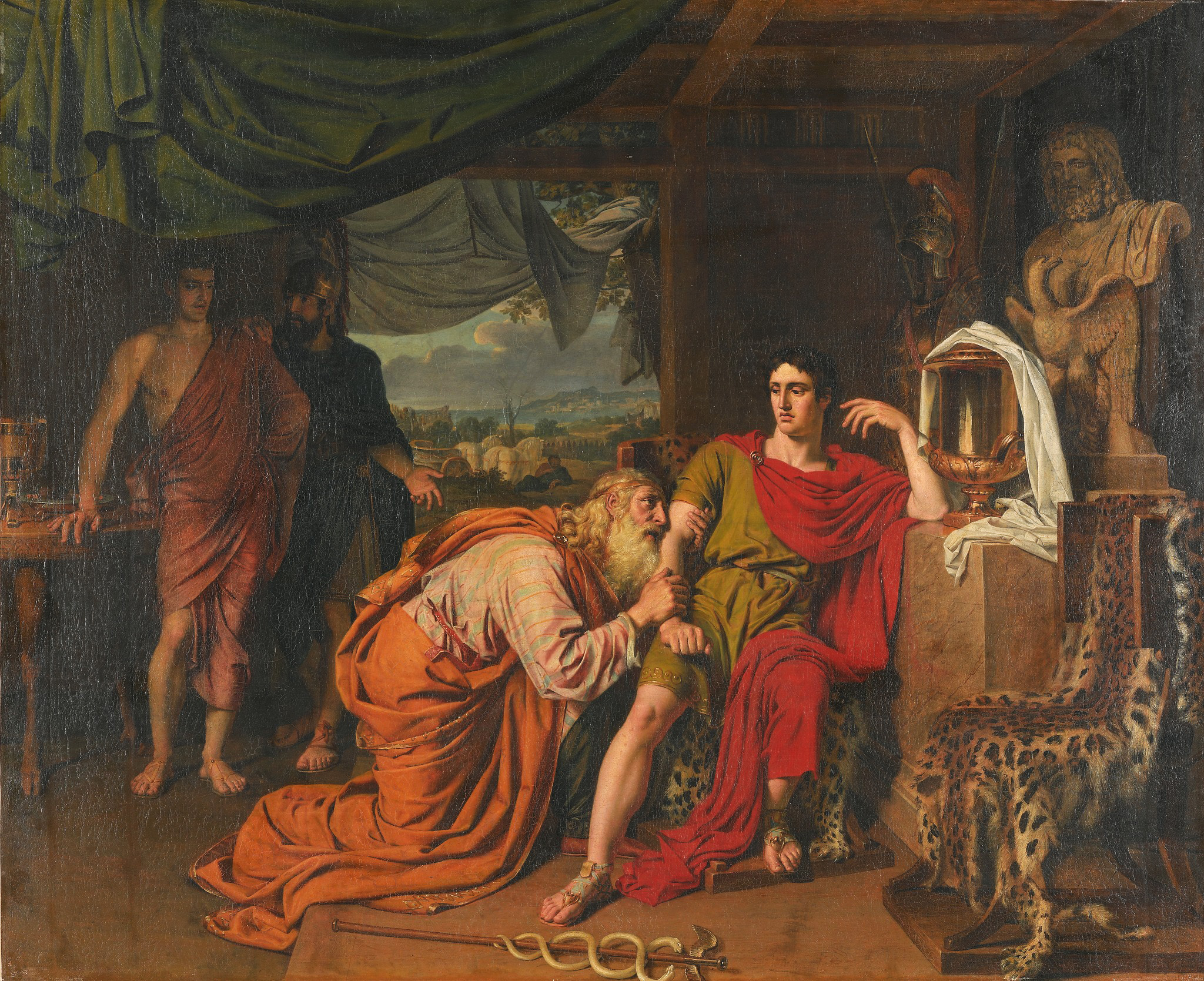
Приам, просящий у Ахиллеса тело Гектора.

Троада — регион города Троя.

## Троя

### Род троянских царей
- Абарбарея. Наяда[1], жена Буколиона. Мать Эсепа и Педаса[2].
- Аган (Агав[3]). Согласно Стасину, сын Париса и Елены[4].
- Адраст. Отец Евридики, жены Ила Троянского[5].
- Акалларида. Дочь Евмеда, жена Троса, мать Ассарака[6].
- Алексироя. Дочь Граника. Родила от Приама Эсака[7].
- Алм (Валму). Царь Вилусы в хеттских текстах, преемник Алаксандуса[8].
- Андромаха.
- Антигона[9]. Дочь Лаомедонта, сестра Приама. Состязалась с Герой, и та превратила её в аиста[10]. Славилась красотой волос, и Гера превратила её волосы в змей, а когда она купалась, боги превратили её в аиста[11]. В Фессалии почитались аисты[12].
- Антифант. Сын Лаокоонта, умерщвлен драконом[13].
- Анфия. См. Навпрестиды.
- Анхис.
- Арисба. Критянка, дочь Тевкра, жена Дардана[14]. См. Батея.
- Асканий.
- Ассарак.
- Астеропа. Дочь Кебрена. Жена Эсака[15].
- Астианакт.
- Астиоха (дочь Симоента). Жена Эрихтония, мать Троя[16].
- Астиоха. См. Мисия.
- Батея. Дочь Тевкра, вторая жена Дардана[17]. en:Batea (mythology)
- Буколион. Сын Лаомедонта и нимфы Калибы[5] Рожден матерью без брака[18]. Жена Абарбарея, дети Эсеп и Педас. Упомянут Нонном[19].
- Буник. Сын Париса и Елены[3].
- Ганимед.
- Гекуба.
- Гесиона (дочь Лаомедонта).
- Гесперия. Нимфа. На бреге Кебрена её полюбил Эсак и бросился за ней. Убегая, она наткнулась на гадюку, которая её укусила[20].
- Гиеромнема. Дочь Симоента. Жена Ассарака[16] (либо жена Каписа[6]).
- Гикетаон (Икетаон). Сын Лаомедонта и Стримо. Убит Гераклом[5]. Упомянут в «Илиаде» (III 147). Отец Меланиппа. Возможно, тождествен отцу Фимета[21].
- Гипподамия. Дочь Анхиса, жена Алкафоя[22].
- Главкиппа. По версии, мать Гекабы[23].
- Дардан.
- Дардан. Согласно Дионисию Скитобрахиону, сын Париса и Елены[24].
- Долоп. Сын Лампа. Убит Менелаем[25].
- Евагора. По версии, мать Гекабы[23].
- Евмед. Отец Акаллариды, тесть Троса[6].
- Евноя (Эвноя). По версии, нимфа, мать Гекабы. У Данте так называется река в чистилище. en:Eunoë
- Евридика[26]. Дочь Адраста, жена Ила. Мать Лаомедонта[5]. en:Eurydice of Troy
- Евридика. Жена Энея согласно Лесхею и поэме «Киприи»[27]. Эвридика
- Еврилеонт (Эврилеонт). Первоначальное имя Аскания[28]. Согласно Кефалону Гергитию, другой сын Энея наряду с Асканием[29].
- Евфоя (Эвфоя). По версии, мать Гекабы[23].
- Елена[30]. Дочь Париса и Елены[3].
- Идей. Сын Париса и Елены[3].
- Идея. Нимфа. Мать Тевкра[31].
- Идей[32]. Сын Дардана и Хрисы, из Аркадии. Переселился в Азию, обосновался в горах, названных Идейскими, воздвигнул святилище Матери богов и учредил таинства[33]
- Ил[34]. Сын Дардана[35] и Батии. Умер бездетным, власть перешла к Эрихтонию[16].
- Ил (мифология).
- Калетор. Сын Клития. Погиб от руки Эанта Теламонида, когда хотел поджечь корабль Протесилая[36].
- Калиба. Нимфа, родила Лаомедонту сына Буколия[5].
- Каллироя[37]. Нимфа. Дочь Скамандра. Жена Троя[16]. Либо жена Эрихтония, мать Троса[6].
- Камандр (написание у Нонна[38]). См. Скамандр.
- Капис.
- Кастианира. Из Эзимы. Младшая жена Приама, мать Горгифиона[39].
- Кебрен.
- Килла.
- Клеопатра[40]. Дочь Троя и Каллирои[16].
- Клитий[41]. Сын Лаомедонта и Стримо. По одному сказанию, убит Гераклом[5]. Троянский старец. Упомянут живым в «Илиаде» (III 147). Отец Калетора. Из Троады. Отец Калетора и Проклеи[42].
- Клитодора. Дочь Лаомедонта, жена Ассарака, мать Каписа[6].
- Кориф (сын Париса).
- Критолай. Сын Гикетаона, женат на Аристомахе (дочери Приама)[43].
- Ксанф (река). Речной бог, это его божественное имя[44]. Неоднократно упомянут в «Илиаде»[45].
- Ламп. Сын Лаомедонта и Стримо. По одному сказанию, убит Гераклом[5]. Троянский старец, действует в «Илиаде» (III 147). Отец Долопса.
- Лаокоонт.
- Лаомедонт.
- Лаофоя. Дочь Альта, младшая жена Приама. Мать Ликаона[46].
- Левкиппа. Жена Лаомедонта (по версии)[5].
- Лир. Сын Анхиса и Афродиты. Умер бездетным[16]
- Медесикаста. Дочь Лаомедонта. Одна из Навпрестид[47]
- Меланипп (сын Гикетаона)[48]. Пас волов в Перкоте. Убит Антилохом[49].
- Навпрестиды.
- Педас. Сын Буколиона и Абарбареи. Троянец. Убит Евриалом[50].
- Плакия. Дочь Отрея. Жена Лаомедонта (по версии)[51].
- Подарк. Имя Приама до выкупа[52]. См. Приам.
- Приам.
- Симоент (Симоис/Симоэнт) Сын Океана и Тефии, речной бог[53]. Отец Астиохи и Гиеромнемы[16]. en:Simoeis
- Скамандр.
- Скамандрий. См. Астианакт.
- Стримо. Дочь Скамандра. Жена Лаомедонта[5].
- Тевкр (сын Скамандра).
- Телеклея. По версии, мать Гекабы[23].
- Трос (сын Эрихтония)
- Фемиста (Темиста)[54]. Дочь Ила. Жена Каписа, мать Анхиса[16]. en:Themiste
- Хриса. Дочь Палланта, жена Дардана, мать Идея и Дейманта[55]. Принесла в качестве приданого дары Афины — палладий и святыни великих богов[56].
- Эней.
- Энона.
- Эрихтоний (сын Дардана).
- Эсеп[57]. Сын Буколиона и Абарбареи. Троянец. Убит Евриалом[50].
- Этилла (Айтилла). Дочь Лаомедонта. Одна из Навпрестид.

### Семейство Антенора
- Агенор (сын Антенора).
- Акамант (сын Антенора).
- Антенор.
- Анфей (сын Антенора). Возлюбленный Париса, нечаянно убит им[58].
- Архелох. Сын Антенора и Феано. Возглавлял дарданцев, союзник Трои[59]. Убит Эантом Теламонидом[60].
- Геликаон. Сын Антенора. Муж Лаодики (дочери Приама)[61]. Согласно поэме Лесхея, ранен в битве в ночь взятия Трои, узнан Одиссеем и выведен из боя[62]. Поселился в Патавии[63].
- Главк[64]. Сын Антенора и Феано. При взятии Трои укрылся в своем доме, его опознали и спасли Одиссей и Менелай[65]. Изображен на картине Полигнота в Дельфах[66].
- Демолеонт. Сын Антенора. Убит Ахиллом[67].
- Евримах. Сын Антенора и Феано, пощажен греками при взятии Трои. Изображен на картине Полигнота в Дельфах[66]. Защитник Трои[68]. Его невестой была Поликсена[69].
- Ифидамант. Сын Антенора. Женат на дочери Киссея. Убит Агамемноном[70]. Комментарий о коровах см. Павсаний. Описание Эллады IV 36, 4. Изображено на ларце Кипсела, как за его труп борются Коонт и Агамемнон[71].
- Коонт. (Коон.) Сын Антенора. Ранил Агамемнона в руку, но убит Агамемноном[72]. Троянец, изображен на ларце Кипсела сражающимся с Агамемноном[73].
- Крино. Дочь Антенора и Феано, пощажена при взятии Трои. Изображена на картине Полигнота в Дельфах с грудным ребёнком на руках[74].
- Лаодамант[75]. Сын Антенора. Убит Эантом Теламонидом[76].
- Лаодок. Сын Антенора. Соратник Пандара, его облик принимает Афина[77]. Убит Диомедом[78].
- Педей. Побочный сын Антенора. Убит Мегесом[79].
- Полиб[80]. Сын троянца Антенора[81]. Убит Неоптолемом[82].
- Полидамант. Сын Антенора и Феано. Поселился в Патавии с отцом[63].
- Феано (дочь Киссея).

### Другие троянцы
- Абант (сын Евридама). Троянец. Убит Диомедом[83].
- Абант. Защитник Трои. Убит Сфенелом[84].
- Аблер. Троянский воин. Убит Антилохом[85].
- Автоной. Троянский воин. Убит Патроклом[86].
- Агаместор. Отец троянца Клита[87].
- Аганипп. Троянский воин. Убит Эантом Теламонидом[88].
- Агастроф. Сын Пеона. Убит Диомедом[89].
- Агелай. Сын Меона, троянец. Убит Эантом Теламонидом[90].
- Агелай. Сын Фрадмона, троянец. Убит Диомедом[91].
- Агелай. Раб Приама, которому тот поручил выбросить младенца Париса на склоне горы Иды. Увидев, что ребёнка вскармливает медведица, Агелай воспитал его[15].
- Агенор. Троянец, отец Эхекла[92].
- Агестрат. Троянский воин. Убит Эантом Теламонидом[93].
- Адмет. Один из троянцев. Сын Авгия. Ранил Мегеса в ночь взятия Трои (поэма Лесхея)[94], но убит Филоктетом. Изображен на картине Полигнота в Дельфах[95].
- Адраст. Троянский воин. Убит Патроклом[86].
- Адраст. Троянский воин. Убит Агамемноном[96].
- Акамант. Троянский воин. Убит Мерионом[97].
- Акет. Отец Лаокоона[13].
- Аластор. Троянский воин. Убит Одиссеем[98].
- Аластор. Отец троянца Троса[99].
- Алексином. Троянец, отец Меланея и Алкидаманта[100].
- Алкандр. Троянский воин. Убит Одиссеем[101].
- Алкафой. Сын Эсиета. Жена Гипподамия (дочь Анхиса). Убит Идоменеем[102].
- Алкафой. Троянец, убитый Диомедом и Одиссеем во время их вылазки в Трою[103].
- Алкафой. Троянец, убит Ахиллом[104].
- Алкидамант. Сын Алексинома. Троянский воин. Убит Неоптолемом[100].
- Алкон. Сын Мегакла. Троянский воин. Убит Одиссеем[105].
- Амик. Троянец, жена Феано, сын Мимант[106].
- Амфикл. Троянский воин. Убит Мегесом[107].
- Амфимедонт. Троянский воин. Убит Эантом Оилидом в ночь взятия Трои[108].
- Амфиной. Троянский воин. Убит Неоптолемом[109].
- Амфиной. Троянский воин. Убит Диомедом[110].
- Амфотер[111]. Троянский воин. Убит Патроклом[112].
- Антимах.
- Антифат. Троянский воин. Убит Леонтеем[113].
- Аписаон (сын Фавса). Троянец. Убит Еврипилом[114].
- Аргей. Отец троянца Полимела[115].
- Ареилик. Троянский воин. Убит Патроклом[116].
- Арет. Троянский воин. Убит Автомедонтом[117]. Возможно, тождествен сыну Приама.
- Аретаон. Троянский воин. Убит Тевкром[118].
- Архелох. Троянский воин. Убит Менелаем[119].
- Архептолем. Сын Ифита. Возница Гектора. Убит Тевкром[120].
- Астиал. Троянский воин. Убит Полипетом[121].
- Астиной. Троянец. Убит Диомедом[122].
- Астиной. Сын Протаона. Возница Полидаманта[123].
- Астиной. Согласно поэме Лесхея, при взятии Трои припал к коленям Неоптолема, но тот поразил его мечом. Это изображено на картине Полигнота в Дельфах[124]. Возможно, тождествен предыдущему.
- Астрей. Троянский воин. Убит Евриалом[125].
- Бианор. Троянец. Убит Агамемноном[126].
- Биант (Биас). Троянец, отец Лаогона и Дардана[127].
- Галий. Троянский воин. Убит Одиссеем[101].
- Гамопаон. Сын Полиемона. Троянец. Убит Тевкром[128].
- Гаргас. Троянец. Всего убил 2 воинов[129]. Убит Эантом Оилидом[130].
- Гармон. Троянец, отец Тектона, дед Ферекла[131].
- Гармон. Троянский воин. Убит Неоптолемом[132].
- Гелл. Троянский воин. Сын Клито. Убит Еврипилом[133].
- Гилл. Троянский воин. Убит Эантом Теламонидом[134].
- Гипанид. Троянец, присоединяется к Энею[135]. Убит ахейцами в ночь взятия Трои[136].
- Гипенор. Троянец. Убит Диомедом[122].
- Гиперенор[137]. Сын Панфоя и Фронтисы. Троянец. Убит Менелаем[138].
- Гиперох. Троянский воин. Убит Одиссеем[139].
- Гипотион. Троянский воин. Убит Мерионом[140].
- Гиппас. Троянец, отец Харона и Сока[141]. Отец Керана[142].
- Гиппас. Троянец. Жена нимфа Окиона, сын Гиппомедонт[143].
- Гипподам. Троянский воин. Убит Одиссеем[139].
- Гипподам. Троянский воин. Убит Ахиллом[144].
- Гипполох. Сын Антимаха. Троянец. Убит Агамемноном[145].
- Гиппомах. Сын Антимаха. Троянец. Убит Леонтеем[146].
- Гиппомедонт. Троянский воин. Убит Неоптолемом[82].
- Гиппомедонт. Троянский воин. Сын Гиппаса и нимфы Окионы. Убит Неоптолемом[143].
- Гиппомедонт. Троянец, отец Менета[147].
- Гиппоной. Троянец, убитый Ахиллом[104].
- Гиппот. Отец спутника Энея Амастра[148].
- Гиппот. Троянец, отец Акесты[149]. Возможно, тождествен предыдущему.
- Гипсенор (сын Долопиона). Троянец. Убит Еврипилом[150].
- Гисмин. Троянский воин. Убит Неоптолемом[151].
- Дамас. Троянский воин. Убит Полипетом[152].
- Дамастор. Троянец, отец Тлеполема[153] Другой сын Дамастора убит Агамемноном в ночь взятия Трои[154].
- Дардан. Сын Бианта. Троянец. Убит Ахиллом[127].
- Дарет.
- Девкалион. Троянский воин. Убит Ахиллом[155].
- Деион. Троянский воин. Убит Филоктетом[156].
- Деиопит. Троянский воин. Ранен Одиссеем[157]. Убит Мегесом в ночь взятия Трои[158].
- Деикоонт (сын Пергаса). Товарищ Энея. Убит Агамемноном[159].
- Деиофонт. Троянский воин. Убит Тевкром[160].
- Деиох. Троянский воин. Убит Эантом Теламонидом[134].
- Дейнома. Изображена на картине Полигнота в Дельфах среди троянских пленниц. Упомянута в поэме «Малая Илиада»[161].
- Демух. Сын Филетора. Троянец. Убит Ахиллом[162].
- Десинор. Троянский герой[163].
- Детор. Троянский воин. Убит Тевкром[128].
- Димант. Отец троянца Мегеса[164].
- Димант. Троянец, присоединяется к Энею[135]. Убит ахейцами в ночь взятия Трои[136].
- Долон.
- Долопион. Троянец, отец Гипсенора. Жрец Скамандра[165].
- Дрес. Троянский воин. Убит Евриалом[166].
- Дриоп. Троянский воин. Убит Ахиллом[167]. Возможно, тождествен сыну Приама.
- Евбий (Эвбий). Троянский воин. Сын Мегеса и Перибеи. Убит Неоптолемом[164].
- Евенор. Троянский воин. Убит Неоптолемом[143].
- Евипп. Троянский воин. Убит Патроклом[115].
- Евмед (сын Долона). Внук Евмеда. Спутник Энея. Убит Турном[168].
- Евмед. Отец Долона[169]. Вестник.
- Евмел. Отец Долона[170]. См. Евмед.
- Евридам (Эвридам)[171]. Троянец. Гадатель. Отец Абанта и Полиида[172]. См. Евридамант.
- Евридамант. Троянец, зять Антенора. Убит Диомедом в ночь взятия Трои[173].
- Еврикоонт (Эврикоонт). Сын Перимнестора. Троянский воин. Убит Диомедом в ночь взятия Трои[174].
- Евримен. Друг Энея. Троянский воин. Убит Мегесом[175].
- Еврином. Троянский воин. Убит Эантом Теламонидом[176].
- Евфорб.
- Зор. Троянский воин. Убит Эантом Теламонидом[88].
- Иас. Отец Палинура[177].
- Идей[32]. Троянский вестник[178]. Эней встретил Идея в Аиде[179].
- Идей[32]. Сын Дареса. Троянец. Гефест спас его от Диомеда[180]. Спутник Энея[181].
- Илионей. Сын Форбанта. Троянец. Убит Пенелеем[182].
- Илионей. Троянский старец. Убит Диомедом в ночь взятия Трои[183].
- Имбрасий. Троянский воин. Убит Неоптолемом[151].
- Итимоней. Троянский воин. Убит Мегесом[184].
- Ифей. Троянский воин. Убит Патроклом[115].
- Ифемен. Отец троянца Сфенелая[185].
- Ифианасса. Троянка. Жена Медонта, мать Меналка[186].
- Ифит. Отец троянца Архептолема[187]. Старый троянец, спасся вместе с Энеем[188].
- Ифитион. Троянский воин. Убит Неоптолемом[143].
- Капис.
- Карней. По Алкману, некий троянец, от которого Аполлон получил прозвище[189].
- Кебр. Троянский воин. Убит Неоптолемом[132].
- Кельт. Троянский воин. Сын Мегеса и Перибеи. Убит Неоптолемом[164].
- Керан. Троянский воин. Убит Одиссеем[190]. Сын Гиппаса[142].
- Кестр. Троянский воин. Убит Неоптолемом[191].
- Клеобул. Троянский воин. Убит Эантом Оилидом[192].
- Клеодика. Изображена на картине Полигнота в Дельфах среди троянских пленниц. По Павсанию, в литературе не упоминается[161].
- Клит. Троянец. Всего убил 3 воинов[129].
- Клит. Сын Агаместора и нимфы. Троянский воин. Убит Подалирием[87].
- Клит. Сын Писенора. Друг Полидаманта. Убит Тевкром[193].
- Клито. Мать защитника Трои Гелла[133].
- Кресм. Троянский воин. Убит Мегесом[194].
- Ксанф (сын Фенопса)[195]. Троянец. Убит Диомедом[196].
- Ксенодика. Изображена на картине Полигнота в Дельфах среди троянских пленниц. По Павсанию, не упоминается в литературе[197].
- Лам. Троянский воин. Убит Фоантом[198].
- Лаогон. Сын Бианта. Троянец. Убит Ахиллом[127].
- Лаогон. Сын Онетора. Троянец. Убит Мерионом[199].
- Лаомедонт. Троянский воин. Убит Фрасимедом[200].
- Ласс. Троянский воин. Сын Пронои. Убит Подалирием[201].
- Леокрит. Троянец, сын Пулидаманта. Согласно Лесху, убит Одиссеем в ночь взятия Трои. Изображен на картине Полигнота в Дельфах[95].
- Ликон[202]. Троянский воин. Убит Пенелеем[203].
- Ликон. Троянский воин. Убит Мерионом[198].
- Ликофонт. Троянский воин. Убит Тевкром[128].
- Линк. Троянский воин. Убит Фоантом[198].
- Лисандр. Троянский воин. Убит Эантом Теламонидом[204].
- Мегакл. Отец троянца Алкона[105].
- Мегас. Троянец, отец Перима[205].
- Мегес. Отец троянца Полимния[200]. Жена Перибея, сыновья Кельт и Евбий[164].
- Медонт. Троянский воин[206]. Убит Филоктетом[207]. Эней встретил его в Аиде[208].
- Медонт. Троянец. Жена Ифианасса, сын Меналк[186].
- Меланей. Сын Алексинома. Троянский воин. Убит Неоптолемом[100].
- Меланипп[48]. Троянский воин. Убит Тевкром[128].
- Меланипп. Троянский воин. Убит Патроклом[205].
- Меланфей. Троянский воин. Убит Еврипилом[209].
- Мелет. Троянский воин. Убит Евриалом[210].
- Мелий. Защитник Трои. Убит Агамемноном[78].
- Меналк. Троянский воин. Сын Медонта и Ифианассы. Убит Неоптолемом[191].
- Менептолем. Троянец, муж Тисифоны[211].
- Менет. Сын Гиппомедонта. Троянский воин. Убит Тевкром[147].
- Менет (Менойт). Вестник Приама, посланный к Агамемнону[212].
- Менон. Троянский воин. Убит Леонтеем[213].
- Менон. Троянский воин. Убит Диомедом[110].
- Ментес. Троянский воин. Убит Ахиллом[214].
- Меон. Отец троянца Агелая[90].
- Мермер. Троянский воин. Убит Антилохом[215].
- Метиоха. Изображена на картине Полигнота в Дельфах среди троянских пленниц. По Павсанию, в литературе не упоминается[161].
- Мимант. Троянский воин. Убит Идоменеем в ночь взятия Трои[216].
- Мимант[217]. Сын Амика и Феано. Родился в тот же день, что и Парис. Спутник Энея. Убит Мезенцием[218].
- Мнесей. Троянский воин. Убит Неоптолемом[109].
- Молион. Троянский воин. Убит Одиссеем[219].
- Мулий[220]. Троянский воин. Убит Патроклом[221].
- Мулий[220]. Троянский воин. Убит Ахиллом[222].
- Несс. Троянский воин. Убит Эантом Теламонидом[88].
- Нир. Троянский воин. Убит Неоптолемом[223].
- Ноемон. Троянский воин. Убит Одиссеем[101].
- Оилей[224]. Троянец, возничий Бианора. Убит Агамемноном[225].
- Окиона. Нимфа, родила от Гиппаса сына Гиппомедонта, защитника Трои[143].
- Окифой. Троянский воин. Убит Эантом Теламонидом[93].
- Онетор. Жрец Зевса Идейского в Трое. Отец Лаогона[226].
- Орестий. Жена Панакея, сын Протей, защитник Трои[227].
- Орифаон. Троянский воин, убитый Ахиллом[228].
- Ормен[229]. Троянский воин. Убит Тевкром[128].
- Ормен[229]. Троянский воин. Убит Полипетом[152].
- Орсилох. Троянский воин. Убит Тевкром[128].
- Ортей. Троянский воин[230].
- Офелест. Троянский воин. Убит Тевкром[128].
- Офелтий. Троянский воин. Убит Евриалом[166].
- Офельт. Отец троянца Евриала[231].
- Офрий. Отец троянца Панфа[232].
- Палм (Пальм). Троянский воин[233]. Спутник Энея, убит Мезенцием[234].
- Паммон. Сын Гиппаса. Троянский воин[235]. Убил ахейца Алкимеда[236].
- Панакея (Panaceia). Жена Орестия, мать Протея[237].
- Пандок. «всех принимающий». Троянский воин. Убит Эантом Теламонидом[238].
- Панф.
- Панфалис. Служанка Елены. Изображена на картине Полигнота в Дельфах[239].
- Панфой. См. Панф.
- Панфой. Троянец. Всего убил 4 воинов[129].
- Пасифей. Троянский воин. Убит Неоптолемом[132].
- Писида (Пейсис). Изображена на картине Полигнота в Дельфах среди троянских пленниц. По Павсанию, в литературе не упоминается[161].
- Пелий. Троянец, спасся вместе с Энеем[240].
- Пелис. Троянец, убитый в ночь взятия Трои. Изображен на картине Полигнота в Дельфах[95].
- Пеон. Отец троянца Агастрофа[241].
- Пергас. Отец троянца Деикоонта[242].
- Перибея. Жена троянца Мегеса, дети Кельт и Евбий[164].
- Перилай. Троянский воин. Убит Неоптолемом[191].
- Перим. Троянец, сын Мегаса. Убит Патроклом[205].
- Перимед. Троянский воин. Убит Неоптолемом[191].
- Перимнестор. Отец троянца Еврикоонта[174].
- Перифант (сын Эпита)[243]. Вестник при Анхисе. Его облик принимает Аполлон[244]. Воспитатель Юла, назван Эпитидом[245].
- Перифет. Троянский воин. Убит Тевкром[246].
- Пиларт. Троянский воин. Убит Эантом Теламонидом[204].
- Пиларт. Троянский воин. Убит Патроклом[221].
- Пилон. Троянский воин. Убит Полипетом[152].
- Пир. Троянский воин. Убит Патроклом[153].
- Пирант. Троянский воин. Убит Филоктетом[247].
- Пирас. «огневой». Троянский воин. Убит Эантом Теламонидом[204].
- Пирго. Троянка. Кормилица сыновей Приама. Отплыла с Энеем в Сицилию[248].
- Писандр (сын Антимаха)[249]. Троянец. Убит Агамемноном[250].
- Писандр. Троянский воин. Убит Менелаем[251].
- Писенор. Троянец, отец Клита[193].
- Подес. Сын Этиона. Троянец. Убит Менелаем[252]. en:Podes
- Полидамант.
- Полиемон. Отец троянца Гамопаона[253].
- Полиид (сын Евридама)[254]. Троянец. Убит Диомедом[83].
- Полимел. Сын Аргея. Троянец. Убит Патроклом[115].
- Полимний. Сын Мегеса. Троянский воин. Убит Фереем[200].
- Полифет. (Полифит.) Троянский воин[230]. Жреца Деметры Полифета Эней встретил в Аиде[255].
- Притан. (Пританид.) Троянский воин. Убит Одиссеем[101].
- Проной. Троянский воин. Убит Патроклом[256].
- Проноя. Мать троянца Ласса[201].
- Протаон. Троянец, отец Астиноя[123].
- Протей. Сын Орестия и Панакеи. Троянский воин. Убит Одиссеем[257].
- Профоон. Троянский воин. Убит Тевкром[246].
- Пулидамант. Отец троянца Леокрита (согласно поэме Лесхея)[95].
- Рифей. Троянец. Присоединяется к Энею[258]. Убит ахейцами в ночь взятия Трои[259].
- Сатний. Сын Энопа. Троянец. Убит Эантом Теламонидом[260].
- Скамандрий. Сын Строфия. Троянец. Убит Менелаем[261].
- Скей. «Левша». Зодчий Скейских ворот, согласно «Большому Этимологику»[262].
- Сок. Сын Гиппаса. Убит Одиссеем[263].
- Строфий[264]. Троянец, отец Скамандрия[261].
- Сфенелай. Сын Ифемена. Троянец. Убит Патроклом[185].
- Схедий. Троянский воин. Убит Неоптолемом[151].
- Тектон. Троянец, сын Гармона, отец Ферекла[131].
- Тисифона (дочь Антимаха). Жена Менептолема. Троянка, обратившаяся с речью к троянским женщинам, вдохновляя их на бой[265].
- Тлеполем (сын Дамастора)[266]. Троянец. Убит Патроклом[153].
- Трос[267]. Троянец. Сын Аластора. Убит Ахиллом[268].
- Укалегон. «Беззаботный»[269]. Троянский старец[270]. Его дом горел в ночь взятия Трои[271].
- Фавс. Отец троянца Аписаона[114].
- Фалер. Троянский воин. Убит Неоптолемом[191].
- Фалий. Троянский воин. Убит Ахиллом[214].
- Фалисий. Отец троянца Эхепола[272].
- Фалк. Троянский воин. Убит Антилохом[215].
- Фасис. Троянский воин. Убит Неоптолемом[273].
- Феано. Жрица из Трои. Жена Амика, мать Миманта. Родила сына в тот же день, когда родился Парис[106].
- Феона (Теона). Дочь Диманта, сестра Гекабы, жена Амика, мать Миманта (спутника Энея). (англовики) См. Феано. en:Theona
- Фебей. Троянец, отец Эниопея[274].
- Фегес[275]. Сын Дареса. Троянец. Убит Диомедом[276].
- Фенодамант. Троянец, которого Лаомедонт просил отдать своих трех дочерей в жертву чудовищу[277] Тот отказался, и Лаомедонт отправил дочерей в Италию[278].
- Фенопс[279]. Троянец, отец Ксанфа и Фоона[280]. Имел лишь двух сыновей.
- Ферекл.
- Фестор[281]. Сын Энопа. Троянец. Убит Патроклом[282].
- Фестор. Троянец. Убит Эантом Теламонидом[283].
- Филак. Троянский воин. Убит Леитом[284].
- Филетор. Троянец, отец Демуха[162].
- Филодамант. Троянский воин. Друг Полита. Убит Мерионом[285].
- Фимбрей. Сын Лаокоона, умерщвленный драконом[13].
- Фимбрей. Троянский воин. Убит Диомедом[286].
- Фимет.
- Флег. Троянский воин. Убит Неоптолемом[109].
- Фоант. Троянский воин. Убит Менелаем[287].
- Фоон[288]. Сын Фенопса. Троянец. Убит Диомедом[196].
- Фоон. Троянский воин. Убит Одиссеем[289].
- Форбант[290]. Любимец Гермеса. Троянец, отец Илионея[291]. Спутник Энея, его облик принимает Сон[292].
- Фрадмон. Отец троянца Агелая[91].
- Фронтиса. (Фронтида.) Жена троянца Панфоя, мать Полидаманта, Гиперенора и Евфорба[293].
- Харон. Троянец, сын Гиппаса. Убит Одиссеем[294].
- Херсидам. Троянский воин. Убит Одиссеем[295]. См. Херсидамант.
- Хромий. Троянский воин. Убит Одиссеем[98].
- Хромий. Троянский воин. Убит Тевкром[128].
- Эионей. Троянец. Согласно Лесхею, убит Неоптолемом в ночь взятия Трои. Изображен на картине Полигнота в Дельфах[95].
- Элас. Троянский воин. Убит Патроклом[221].
- Элас. Убит Неоптолемом при взятии Трои. Это изображено на картине Полигнота в Дельфах, Павсаний не знает литературных источников[124].
- Электра. Служанка Елены. Изображена на картине Полигнота в Дельфах[239].
- Эмафион. По версии Дионисия Халкидского, троянец, отец Рома, основавшего Рим[296].
- Энией. Троянский воин. Убит Эантом Теламонидом[297].
- Эниопей. Сын Фебея. Возница Гектора. Убит Диомедом[274].
- Энном[298]. Троянский воин. Убит Одиссеем[299].
- Эномаос. Троянский воин. Убит Идоменеем[300].
- Эноп. Троянец, отец Сатния и Фестора. Жена нимфа[301].
- Эноп. Троянский воин. Убит Неоптолемом[302].
- Эол. Отец троянца Мисена[303].
- Эпальт. Троянский воин. Убит Патроклом[112].
- Эпистор. Троянский воин. Убит Патроклом[205].
- Эпит. Троянец, отец Перифанта[304].
- Эпит. Троянец. Присоединяется к Энею[135].
- Эриал. Троянский воин. Убит Патроклом[305].
- Эримас. Троянский воин. Убит Идоменеем[306].
- Эримас. Троянский воин. Убит Патроклом[112].
- Эсиет. Троянский старец. Отец Алкафоя[307]. Его могилу упоминает Гомер[308]. На равнине Трои, в 5 стадиях на дороге в Александрию[309].
- Эхекл. Сын Агенора. Убит Ахиллом[310].
- Эхекл. Троянский воин. Убит Патроклом[86].
- Эхепол (сын Фалисия). Троянец. Убит Антилохом[311].
- Эхий. Троянский воин. Убит Патроклом[153].
- Ээтион[312]. Троянец, отец Подеса[313].

См. также:
- Палладий (палладиум).
- Троянский конь.
- Троянская война.

## Окружающие области
- Аидоней. Река в Троаде, близ города Марпесса. Отец сивиллы Герофилы[314].
- Алканор. Житель Иды. Жена нимфа Гиера, дети Пандар и Битий[315].
- Алкей. Сын Маргаса и Филлиды. С реки Гарпас. Защитник Трои. Убит Мегесом[316].
- Альт (en:Altes). Правитель лелегов у Педаса. Отец Лаофои[46]. По версии, отец аргонавта Анкея.
- Амфий. Сын Селага. Жил средь Песа. Убит Эантом Теламонидом[317].
- Анфемион. Отец Симоисия[318].
- Астинома. Дочь Хриса, родила от Агамемнона Хриса и Ифигению[319]. См. Хрисеида.
- Атимний. Сын Эмафиона и нимфы Пегасиды. Убит Одиссеем[320].
- Битий. Сын Алканора с Иды и нимфы Гиеры. Спутник Энея. С братом одолевают рутулов[321]. Убит в бою[322].
- Гален. Из Гаргара. Троянский воин. Убит Неоптолемом[273].
- Гарпала. По версии, родила от Посейдона Кикна[323].
- Гекатон. Отец Калики[324]. en:Hecaton
- Герофила.
- Гиера. Нимфа. Родила от Алканора Пандара и Бития[325].
- Главкия. Дочь Скамандра. Влюбилась в Деимаха, воевавшего с троянцами и вскоре погибшего. Родила сына Скамандра, Геракл привез их в Беотию и передал Элеону. Её сын назвал именем матери реку[326].
- Граник. Сын Океана и Тефии[327]. Отец Алексирои[7].
- Дада. Жена Самона, из Троады. После смерти мужа царь Скамандр отправил её с детьми в Полион в сопровождении вестника. По пути вестник обесчестил её, она закололась мечом мужа. Критяне побили вестника камнями[328].
- Дайт («Пирующий»). Герой, почитаемый у троянцев (по Деметрию Скепсийскому)[329].
- Евмей. Из Дардании. Убит Диомедом[330].
- Евмолп (у Плутарха Молп) Флейтист, который был лжесвидетелем против Тенеса[331]. Позднее Кикн приказал его побить камнями. Поэтому флейтистам запрещено входить на территорию святилища в Тенедосе[332].
- Евритион (сын Алканора)[171] Брат Пандара, спутник Энея. Участвовал в погребальных играх по Анхису, состязался в стрельбе из лука[333].
- Ида. Нимфа из Трои, мать Герофилы от Аидонея[334].
- Ида. Нимфа, охотница. Послала Ниса в путь за Энеем[335].
- Имбрий. Сын Ментора из Педаоса. Муж Медесикасты (дочери Приама). Убит Тевкром[336].
- Калика. Дочь Гекатона, мать Кикна от Посейдона[337].
- Келено. Родила от Прометея Лика и Химерея[338].
- Кефалон из Гергифы. Вымышленный участник Троянской войны, написавший о ней книгу[339].
- Кикн (сын Посейдона).
- Кимодока. (Кимодокея.) Корабли троянцев были построены из сосен Иды. Корабль троянцев, превратившийся в нимфу[340]. en:Cymodoce
- Крагас. Отец Филономы[341]. Возможно, ликиец.
- Кринис. (Кринид.) Жрец Аполлона в Хрисе. Аполлон разгневался на него и наслал на поля мышей, но затем примирился. Кринис воздвиг храм Аполлону Сминфею[342]
- Лефея. (Летея.) Возлюбленная Олена. Превратились в утес на Иде[343]. en:Lethaea
- Лик. Сын Прометея и Келено, похоронен в Троаде с братом Химереем. Менелай приносил им жертвы[344].
- Ликаон[345] Отец Пандара[346].
- Маргас. Жена Филлида, сын Алкей[316].
- Ментор[347] Из Трои. Отец Имбрия[336].
- Молп. См. Евмолп.
- Несо. Нимфа. Родила от Дардана кимскую сивиллу[348].
- Олен. Герой, влюбленный в Летею. Превратились в утес на Иде[349].
- Офрионей[350]. Кабесиец. Жених Кассандры. Убит Идоменеем[351]. en:Othryoneus
- Пандар[352]. Сын Алканора с Иды и нимфы Гиеры. Спутник Энея. С братом одолевают рутулов[321]. Убит Турном[353].
- Пандар (сын Ликаона).
- Пандион. Персонаж из Троады. Упомянут у Гесиода[354].
- Парий. Сын Филомела. Дал своё имя паросцам и городу Парий[355]. Сын или внук Деметры[356]. Или сын Иасиона, основал Парий в Троаде[357].
- Пегасида. Нимфа, жена Эмафиона, мать Атимния[358].
- Персей. Владелец Дардана в Троаде. Жена Филобия. Помог в любви Акаманта и Лаодики[359].
- Проклия. (Проклея.) Дочь Лаомедонта. Жена Кикна[360]. Либо дочь Клития (внучка Лаомедонта) и сестра Калетора, упомянутого в «Илиаде»[42]. en:Proclia
- Ретея. Дочь Сифона, похоронена в Троаде[361].
- Самон. Полководец царя Скамандра, помог ему в войнах, погиб в сражении. Его жена Дада[328].
- Селаг. Отец троянца Амфия[317].
- Симоисий. Сын Анфемиона. С зеленых брегов Симоиса. Убит Эантом Теламонидом[362].
- Скамандродика. По версии, родила от Посейдона Кикна[323].
- Трагас. Отец Филономы[363]. В другом чтении Крагас.
- Филлида. Жена Маргаса, сын Алкей[316].
- Филобия. Жена Персея, владетеля Дардана в Троаде, подруга Лаодики. Помогла свести Лаодику с Акамантом[364].
- Филонома. Дочь Трагаса (либо Крагаса[341]). Жена Кикна. Влюбилась в пасынка Тенеса, но не смогла его соблазнить и оклеветала[331]. Позднее муж её живой закопал в землю[363].
- Фимбр. Критянин, товарищ Дардана, основал Фимбру[365].
- Химерей. Сын Прометея и Келено, похоронен в Троаде с братом Ликом. Менелай приносил им жертвы[366].
- Элат. Из Педаса в Троаде. Убит Агамемноном[85].
- Эмафион. Жена нимфа Пегасида, сын Атимний, защитник Трои[358].

Топонимы:
- Адрастия. Город в Троаде[367].
- Антандр. Город лелегов[368].
- Арисба. Город в Троаде. Его покорил Эней[369]. Предложена этимология названия как «хорошие кони»[370].
- Ата. Фригийский холм[5].
- Батиея. Название у людей кургана Мирины[371].
- Гаргар. Гора в Троаде[372].
- Гептапор. Река в Троаде[373].
- Дардан. Город[374].
- Дарданцы. Союзники Трои[59]. В Карфагене открыта этрусская надпись, упоминающая богов дарданов[375].
- Дардания (Дардан (город)). Город в Анатолии. Страна[31].
- Дардания. Название Трои[376]. * Дардановы ворота. В Трое[377]. Смотрели на северо-северо-восток[378].
- Зелия (en:Zeleia). Город[367]. От названия вина у фракийцев, родственного рус. зелье[379].
- Илион. Город[380]. «В Риме, Лавинии, Лукерии и в Сиритиде Афина называется Илионской, как если бы она была перенесена из Трои»[381].
- Килла. Священный город Аполлона в Троаде[382]. См. Килла.
- Киллей. Река в Троаде. Имя Киллей встречается в микенских текстах[383].
- Лелеги. Народ. Союзники троянцев[384]. В хеттском (из хурритского) название для чужаков — лулахи[385].
- Парий. Город. Родоначальником племени был герой, превратившийся из змеи в человека. Есть миф, что офиогены находятся в родстве со змеями[386].
- Педасс (en:Pedasus). Местность в Троаде. От хет.-лув. педа «место»[387].
- Пейрос. Нагорье в Троаде рядом с Зелией[388].
- Пергам. Акрополь Трои[389]. Этимология от ПИЕ «берг»[390].
- Приап. Город в Пропонтиде[391].
- Пропонтида. Пролив[392].
- Рес. Река в Трое[393]. Названа по имени Реса, так как на ней он погиб[394].
- Ретей (Ройтей). Место захоронения Эанта[395].
- Сигей. Город[396].
- Скейские ворота Трои[397]. Неоднократно в «Илиаде». Сближали с фракийским племенем скеев.
- Тевкры.
- Троада (Троада). Область. В англовики есть карта.
- Троя.
- Троянцы. Жители[398].
- Троянки. Составляют хор в трагедиях Еврипида «Троянки», Акция и Сенеки «Троянки».
- Эсеп. Река в Троаде[399].

### Абидос
- Демокоонт (сын Приама). См. Список детей Приама.
- Менал. Сын Писандра. Из Абидоса. Троянский воин. Убит Одиссеем[400].
- Писандр. Отец Менала из Абидоса, сражавшегося за троянцев[401].
- Фенопс. Друг Гектора, из Абидоса. Его облик принимает Аполлон[402].

### Арисба
- Адамант. (Адамас.) Сын Асия. Убит Мерионом[403].
- Аксил (en:Axylus). Сын Тевфранта. Из Арисбы. Убит Диомедом[404].
- Арисба (дочь Меропа). Жена Приама, родила Эсака. Затем Приам отдал Арисбу в жены Гиртаку[15]. Арисба
- Асий (сын Гиртака).
- Гиппокоонт[405]. Сын Гиртака. Спутник Энея. Участвовал в погребальных играх по Анхису, состязался в стрельбе из лука[406].
- Гиртак (Гиртак)[407]. Второй муж Арисбы[408]. Отец Асия[409]. Отец Ниса[335].
- Иамен (у Гнедича Иямен). Соратник Асия. Убит Леонтеем[213].
- Калесий. Возница Аксила. Убит Диомедом[410].en:Calesius
- Нис (сын Гиртака).
- Орест[411] Соратник Асия. Убит Леонтеем[213].
- Тевфрант[412] Из Арисбы, отец Аксила[413].
- Фоон. Соратник Асия. Убит Антилохом[414].
- Эномай. Соратник Асия[415].

### Пеласги из Троады
- Гиппофой (сын Лефа).
- Купес. Из Ларисы, союзник Трои[416].
- Лариса. Дочь Пиаса, правителя пеласгов из Ларисы фриконийской. Отец изнасиловал её, но она однажды схватила его за ноги и опрокинула в бочку с вином[417]. Затем стала женой Кизика[418].
- Леф (Лет). Пеласг, сын Тевтала, отец Гиппофоя и Пилея[419]. Имя сопоставляется с распространенным в Этрурии именем Леф (в 48 надписях имена от этого корня)[420].
- Пеласг. Отец Гиппофоя[367]. См. Леф.
- Пиас. Царь пеласгов в Ларисе фриконийской. Влюбился в свою дочь Ларису и овладел ею, но она убила его, опрокинув в бочку с вином[421].
- Пилей. Сын Лефа, из Ларисы пеласгов пришёл на помощь Трое[422]. Лесбийцы утверждают, что были подвластны Пилею, и гора на Лесбосе называется Пилеем[423].
- Тевтал. Отец Лефа[424]. В другом чтении Тевтам[425].

Топонимы:
- Лариса. Город пеласгов в Троаде[426].

### Перкота
- Адраст (сын Меропа).
- Амфий. Сын Меропа. Из Адрастии, союзник Трои[427]. Убит Диомедом[428].
- Мероп[429]. Отец Адраста и Амфия[367]. Перкозиец, гадатель[430]. Отец Клиты[431]. Отец Арисбы[15].
- Пидит. Перкозиец. Убит Одиссеем[432].

## Язык и письменность
Вопрос о языке Гектора и Приама занимал учёных с античности. Вместе с тем в слоях Гиссарлыка, относимых к бронзовому веку, письменные памятники долгое время не обнаруживались. Из хеттских источников известно, что в Вилусе для письма использовались деревянные, а не глиняные таблички. Такие носители письма не отличаются долговечностью и неизбежно погибают при пожарах.
В середине 1980-х гг. Н. Н. Казанский опубликовал несколько обломков глиняных сосудов из Трои с непонятными знаками, напоминавшими критское письмо: он назвал эти знаки троянским письмом. По мнению большинства специалистов, это не надписи, а лишь подражание письменности.
В 1995 г. в слоях Трои VII была обнаружена печать с лувийскими иероглифами. В сочетании с последними данными о том, что имена Приама и других троянских героев скорее всего имеют лувийское происхождение, в научном мире всё более укореняется мнение о том, что древние троянцы говорили на лувийском наречии. В выпущенной в 2004 году Оксфордским университетом монографии Иоахим Латач приходит к выводу, что лувийский язык был официальным языком гомеровской Трои. Вопрос о повседневном языке троянцев пока остаётся открытым.
Несмотря на это, Троя находилась под сильным эллинским влиянием, многие знатные троянцы параллельно носили местные и греческие имена (например, Парис одновременно носил имя Александр). Тот факт, что греческие имена троянцев не являются выдумкой Гомера, подтверждают хеттские надписи, упоминающие Алаксанду (т.е. Александра) и других правителей Таруисы (Вилусы). 
См. также:
- Меланипп (сын Гикетаона).
- Клита (дочь Меропа).
- Перкота. Город в Троаде.
- Перкота. Местность. Сопоставляется с ПИЕ корнем *перку-[435]. Перкота